# Aeroportul Santa Terezinha
Aeroportul Santa Terezinha (IATA: STZ, ICAO: SWST) este un aeroport din Santa Terezinha, Mato Grosso, Brazilia ce deservește zona Santa Terezinha. A fost numit după zona deservită.
Situat la o altitudine de 202 m, aeroportul dispune de 1 pistă.

## Infrastructură

### Piste
Aeroportul dispune de o singură pistă. Pista 8/26 are suprafața de asfalt și dimensiunile 1.500 m × 20 m. 